# General Motors Firebird

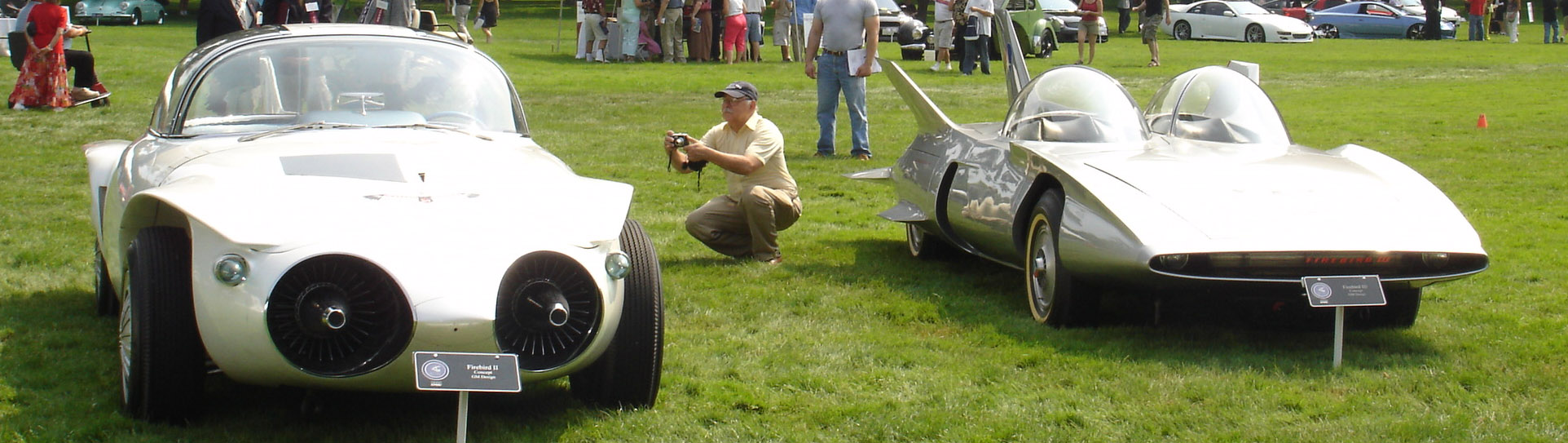
Dos de los tres prototipos Firebird de GM, de 1956 y de 1959

La denominación General Motors Firebird comprende un cuarteto de prototipos que General Motors (GM) diseñó para sus propias exhibiciones de automóviles Motorama de 1953, 1956 y 1959. Los diseñadores de los coches, encabezados por Harley Earl, se inspiraron en las innovaciones en el diseño de aviones de combate del momento. General Motors nunca tuvo la intención de producirlos en serie, sino que pretendía mostrar los límites en tecnología y diseño que la compañía podía alcanzar. Los coches han pasado a formar parte del Museo Henry Ford en Dearborn (Míchigan), y todavía hacen apariciones regulares en exhibiciones automovilísticas. La tradición de presentar prototipos continuó con la serie Pontiac Banshee.
De 1967 a 2002, la división Pontiac de GM comercializó su línea Firebird de pony cars, que no tenía relación directa con la serie de prototipos Firebird.

## Historia
General Motors investigó la viabilidad de los motores de turbina de gas en automóviles ya en la década de 1940. No fue hasta principios de la década de 1950 cuando la empresa comenzó a construir un motor real, con Emmett Conklin a la cabeza del proyecto. La velocidad máxima y fantasiosa de los cuatro prototipos era de "200 MPH" (320 km/h).
Como estos modelos de exhibición no estaban vinculados específicamente a ninguna división de GM, los Firebird I, II y III estaban adornados con el logotipo de la GMATS (Sección de Transporte Aéreo de General Motors).

## Firebird I

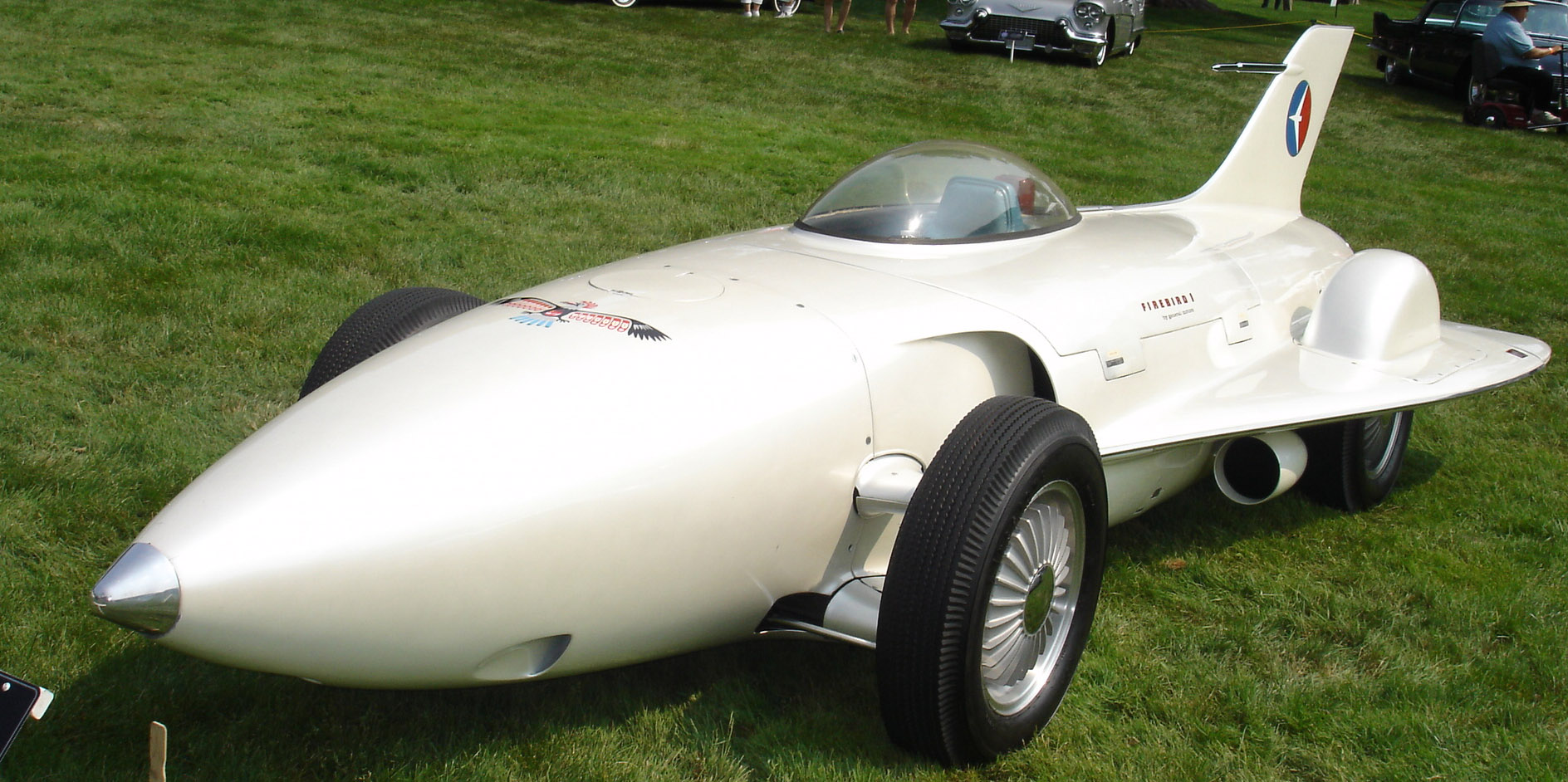
Firebird I

En 1953, el equipo de investigación había desarrollado el Firebird XP-21, que más adelante se denominó Firebird I. Su diseño era esencialmente el de un avión a reacción sobre ruedas. Fue el primer automóvil propulsado por una turbina de gas probado en los Estados Unidos. Su configuración, muy poco práctica, contaba con una cabina de burbuja sobre un puesto de conducción de un solo asiento, un fuselaje en forma de bala hecho completamente de plástico reforzado con vidrio, alas cortas y una aleta de cola vertical. Disponía de un motor de turbina de gas de 370 HP (375,1 CV) Whirlfire Turbo Power, con una caja de cambios de dos velocidades y que expulsaba los gases de escape a unos 1250 °F (676,7 °C). El automóvil pesaba 2500 lb (1134 kg), con una distancia entre ejes de 100 pulgadas (254 cm).
Al principio, Conklin era la única persona calificada para poder conducirlo, y lo probó hasta alcanzar una velocidad de 100 mph (160,9 km/h), pero al cambiar a segunda, las llantas perdieron tracción bajo el par motor extremo e inmediatamente redujo la velocidad por temor a sufrir un accidente. El piloto de carreras Mauri Rose lo probó posteriormente en el circuito de Indianápolis. En realidad, GM nunca tuvo la intención de probar el potencial de velocidad o de potencia de la turbina de gas, sino simplemente la viabilidad práctica de su uso. El sistema de frenos se diferenciaba de los sistemas de tambores estándar en que los estaban situados en el exterior de las ruedas para facilitar un enfriamiento rápido, y las alas en realidad disponían de unos alerones similares a los de un avión para reducir la velocidad.
Una versión en miniatura del Firebird I corona el Trofeo Harley J. Earl, entregado al ganador de las 500 Millas de Daytona.

## Firebird II

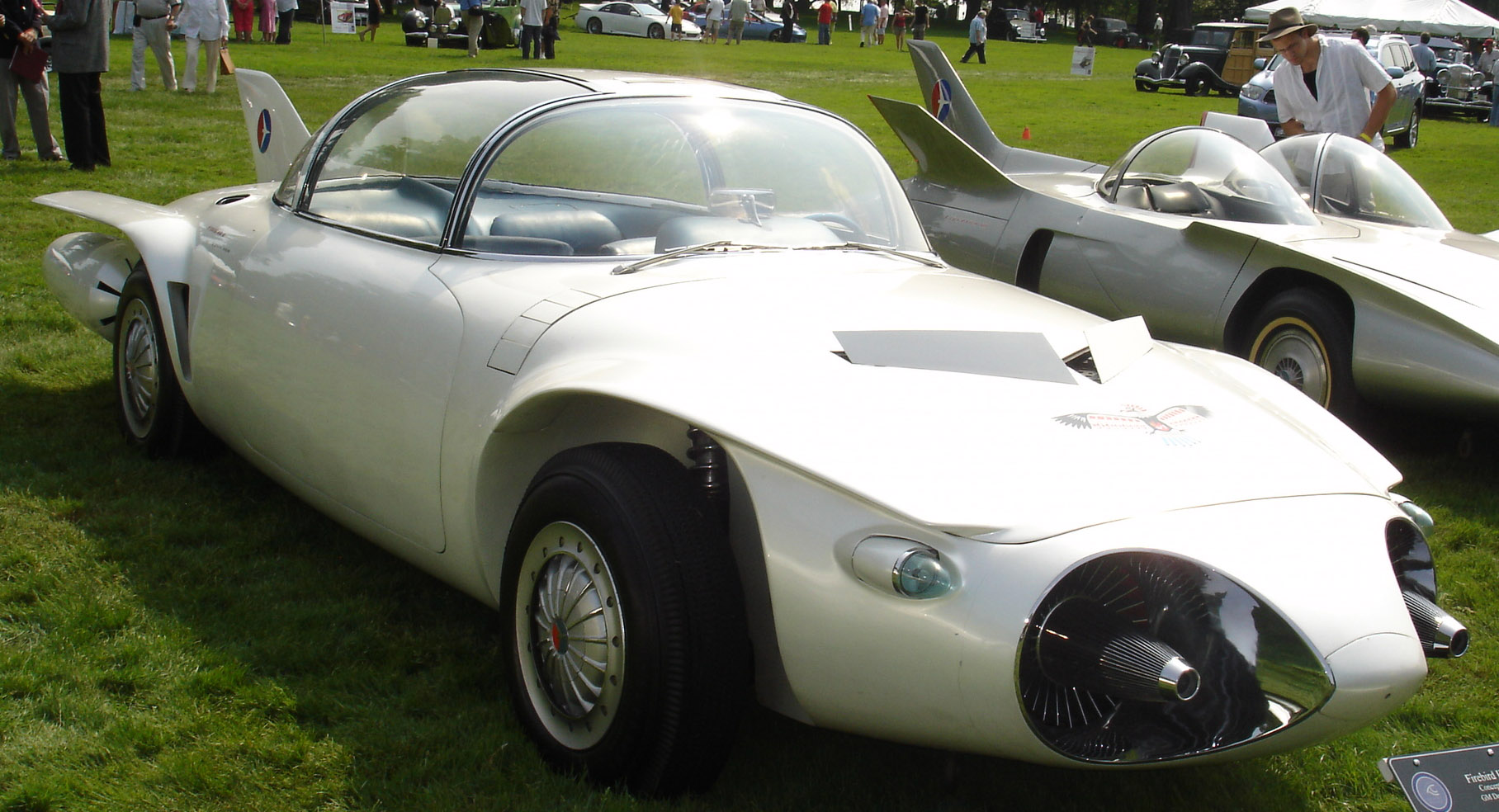
Firebird II

El segundo modelo conceptual, el Firebird II de 1956, fue diseñado como un automóvil familiar de cuatro asientos. Tenía un diseño bajo y ancho, con dos grandes tomas de aire en la parte delantera, una cúpula de burbuja alta y una aleta de cola vertical. Su carrocería exterior estaba realizada íntegramente en titanio. El motor rendía 200 HP (202,8 CV). Para resolver el problema del calor del escape, se dispuso un sistema regenerativo, que permitía que el motor funcionase casi 1000 °F (537,8 °C) más frío, y que también alimentaba los sistemas secundarios. Capaz de usar diferentes tipos de combustible, el más comúnmente empleado era el queroseno.
También se convirtió en el primer uso por parte de General Motors de los frenos de disco en las cuatro ruedas, junto con una suspensión independiente completa. Además, presentaba un sistema de guía no operativo destinado a usarse con "la carretera del futuro", donde un cable eléctrico incrustado en la calzada enviaría señales que ayudarían a guiar a los automóviles y evitar accidentes. Este automóvil aparece en el cortometraje "Design for Dreaming", patrocinado por GM.
Especificaciones
- Código interno de GM: XP-43
- Distancia entre ejes: 120 plg (3048 mm)[6]
- Longitud: 234,7 plg (5961 mm)[6]
- Distancia al suelo: 5,5 plg (140 mm)

## Firebird III

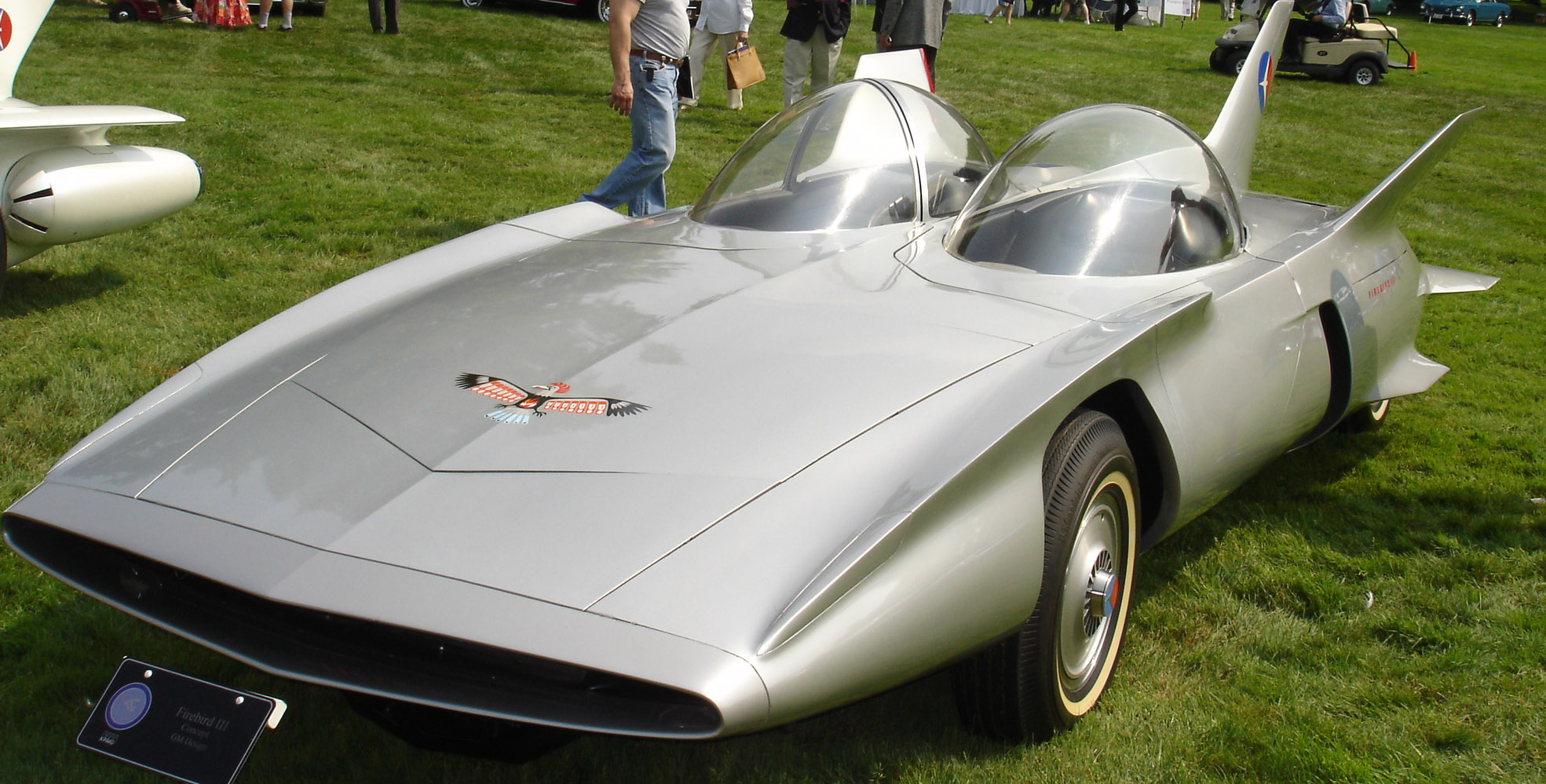
Firebird III

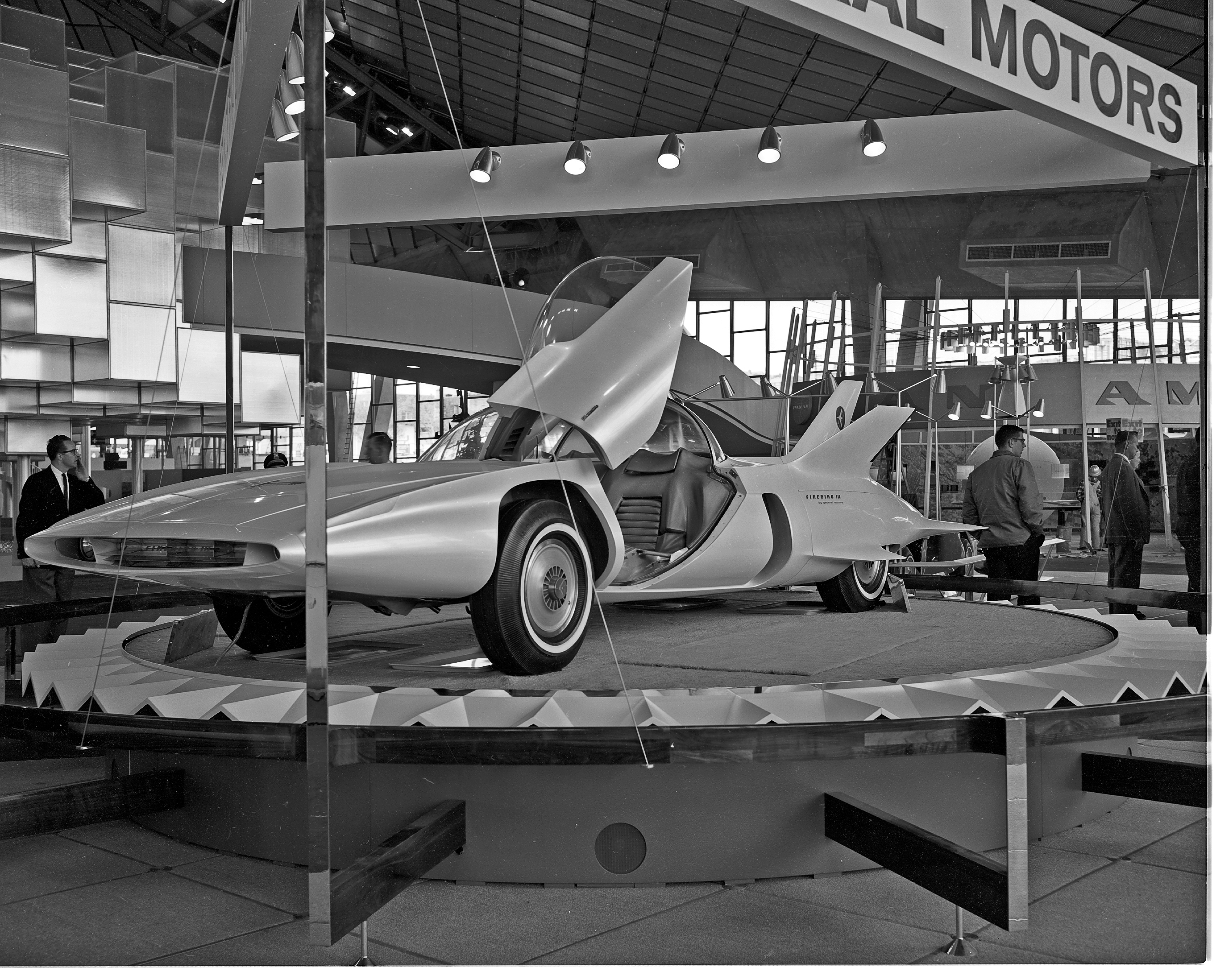
Firebird III exhibido en la 21 Century Exposition, Seattle, 1962

El Firebird III debutó en Motorama en 1959. El prototipo presentaba una carrocería de fibra de vidrio con siete alas cortas y aletas traseras. Era un biplaza propulsado por un motor de turbina de gas Whirlfire GT-305 de 225 HP (228,1 CV), y con un motor de gasolina de dos cilindros y 10 HP (10,1 CV) para hacer funcionar todos los accesorios. Su diseño exterior presentaba un dosel de doble burbuja e incluía control de velocidad, sistema antibloqueo de ruedas y aire acondicionado. También presentaba frenos aerodinámicos que emergían de paneles planos en la carrocería del automóvil para reducir la velocidad desde altas velocidades (similares a los que se encuentran en los aviones); una llave "ultrasónica" que indicaba que las puertas se abrieran; un sistema de guía automatizado para ayudar a evitar accidentes; y un sistema de dirección "sin retención", de forma que el conductor controlaba la dirección del automóvil mediante una palanca de mando colocada entre los dos asientos.
Especificaciones
- Código interno de GM: XP-73
- Distancia entre ejes: 119 plg (3023 mm)[8]
- Longitud: 248,2 plg (6304 mm)
- Altura: 44,8 plg (1138 mm) (parte superior del dosel)[8]
- Distancia al suelo: 5,3 plg (135 mm)

## Firebird IV
El Firebird IV se presentó en la Feria Mundial de Nueva York de 1964, en la exhibición Futurama de General Motors. Era otro diseño "futuro" elegante con motor de turbina y de inspiración aeronáutica, que GM codificó internamente como XP-790. Sus diseñadores lo concibieron para un futuro en el que los automóviles se dirigieran automáticamente a través de sistemas de guía programados, para "garantizar una seguridad absoluta a más del doble de la velocidad posible en las autopistas de hoy en día". GM volvió a emplear el Firebird IV para el circuito de exhibición de 1969 como Buick Century Cruiser, pero según se informa, fue desguazado en la década de 1980.
Especificaciones
- Distancia entre ejes: 119 plg (3023 mm)
- Largo total: 229,8 plg (5837 mm)
- Ancho: 77,6 plg (1971 mm)
- Altura: 45 plg (1143 mm)

## Motorama (película de 1956)
La película Motorama de 1956  es un reportaje promocional de poco menos de 10 minutos de duración en el que se mostraba la visión del futuro de los ingenieros de GM. En el documental aparece primero una familia que está sudando y pasando calor en un descapotable de camino a un día en la playa, atrapada en un gran atasco en una autopista. En un cambio de secuencia hacia el futuro, de repente aparecen navegando a alta velocidad en un Firebird II propulsado por turbina, disfrutando cómodamente del aire acondicionado en una autopista automatizada sin otros vehículos a la vista (excepto un Firebird I con el que se cruzan). La idea subyacente de la película era que la idílica situación futura se alcanzaría gracias a los avances promovidos por General Motors.